# ソレ以上、アレ未満
「ソレ以上、アレ未満」（ソレいじょう、アレみまん）は、国生さゆりの6枚目のシングル。1987年5月28日発売。発売元はCBS・ソニー。

## 解説
おニャン子クラブ卒業後最初のシングルで、自身初の連続ドラマ主演作品『キスより簡単』主題歌。
ジャケットや歌衣装も曲に合わせた派手な色使いを施している。
インタビュー等でよく「ソレ以上、アレ未満ってどういう意味ですか?」という類の質問をされたが、その際に国生は「友達以上、恋人未満ですね」と返答していた。

## チャート成績
オリコンチャート2位を獲得した。

## 収録曲
作詞：秋元康

### 7インチ・レコード

#### SIDE A
1. ソレ以上、アレ未満
作曲：小森田実、編曲：難波正司

#### SIDE B
1. ノンフィクションしたい
作曲：瀬井広明、編曲：佐藤準

### シングルカセット

#### SIDE A
1. ソレ以上、アレ未満（歌入り）
2. ソレ以上、アレ未満（カラオケ）

#### SIDE B
1. ノンフィクションしたい（歌入り）
2. ノンフィクションしたい（カラオケ）

## 収録作品
※オリジナル・アルバム未収録
- GOLDEN☆BEST 国生さゆり SINGLES

ソレ以上、アレ未満
- SONY ORIGINAL DEMONSTRATION DISC REBECCA in Liberty（1987年発表の非売品CD、規格品番：YEDS-35）
- TRANSIT
- 国生さゆり ベスト・コレクション
- おニャン子クラブA面コレクション Vol.5

ノンフィクションしたい
- おニャン子クラブB面コレクション Vol.5